# Киджанхянгё
Киджан-хянгё (кор. 기장향교) — хянгё (конфуцианское среднее учебное заведение времён династии Чосон) в уезде Киджане города-метрополии Пусан, Республика Корея.

## История
Нет записей, для точного времени основания этой конфуцианской школы, но вероятно, она была построена в 1440 году, 22-й год правления короля Седжона Великого, но была разрушена при пожаре во время Японских вторжений в Корею с 1592 года по 1598 году.
По «Записи о реконструкции конфуцианских храмов» (кор. 성묘중수기), конфуцианская школа Киджанхянгё реконструировалась в 1617 году, 9-й год правления короля Кванхэ-гуна, в 1885 году, 6-й год правления короля Чхольчона и в 1878 году, 15-й год правления императора Коджона также ремонтировалась.
После реформой Кабо в 1895 году традиционное образование в конфуцианской школе прекратилось.
Святилище занесено в реестр памятников архитектурии города-метрополии Пусан под номером 39.

## Структура
Киджан-хянгё состоятся из главных ворот Сесиммун (кор. 세심문), двухэтажных ворот Пунхвару (кор. 풍화루), зала Тэсонджон (кор. 대성전), посвященный корейским и китайским конфуцианским мудрецам и святым, лекционный зал Мённюндан (кор. 명륜당), где читались лекции, и общежития Тонджэ (кор. 동재) и Соджэ (кор. 서재) для учащихся.